# فین اتو
فین اتو (انگلیسی: Fynn Otto؛ زادهٔ ۸ مارس ۲۰۰۲) بازیکن فوتبال اهل آلمان است.
از باشگاه‌هایی که در آن بازی کرده‌است می‌توان به باشگاه فوتبال آینتراخت فرانکفورت اشاره کرد.
وی همچنین در تیم ملی فوتبال Germany U16 بازی کرده‌است.